# 秣陵駅
秣陵駅（まつりょうえき）は、中華人民共和国江蘇省南京市江寧区秣陵街道愛陵路と正方中路の交差点にある、南京地下鉄3号線の駅である。

## 駅名
事業着手当初は南京地下鉄集団は「秣陵街道駅」の仮称を用いており、2023年5月24日に「秣陵駅」を駅名として第一次公示され、2023年8月16日に第一次公示のより駅名が「秣陵駅」に決定したことが発表された。

## 歴史
- 2025年3号線の駅として開業予定。

## 駅構造

### のりば
| 番線 | 路線            | 方面                                | 行先        |
| ---- | --------------- | ----------------------------------- | ----------- |
|      | 南京地下鉄3号線 | 星火路・林場・南京北駅・花旗営 方面 | 琥珀泉 行き |

## 隣の駅
南京地下鉄
■3号線
上秦淮西駅 - 秣陵駅